# Heinz-Adolf Hörsken
Heinz-Adolf Hörsken (* 6. August 1938 in Oberhausen; † 23. Februar 1996 in Mainz) war ein deutscher Politiker (CDU).
Er saß ab 1990 als Abgeordneter für den Wahlkreis 141 Groß-Gerau im Deutschen Bundestag und gehörte bis zu seinem Tod der Arbeitnehmergruppe der Unionsfraktion als deren Vorsitzender an.